# Lollia Paulina
Lollia Paulina (* vor 26; † 49) war die dritte Ehefrau des römischen Kaisers Caligula.
Lollia Paulina war die Enkelin des Marcus Lollius, der 21 v. Chr. Konsul gewesen war. In erster Ehe war sie mit Publius Memmius Regulus verheiratet. Kurz nach dem Tod seiner Schwester Drusilla im Jahr 38 zwang Caligula Memmius, ihn mit seiner Frau zu verloben. Laut Sueton ließ er sie extra aus Mösien, wo ihr Ehemann Statthalter war, herbeiholen, weil er von der früheren Schönheit ihrer Großmutter erfahren hatte. Schon ein halbes Jahr später ließ er sich wieder von ihr scheiden.
Als Kaiser Claudius nach dem Tod Valeria Messalinas im Jahr 48 überlegte, erneut zu heiraten, zogen seine Berater auch Lollia als geeignete Ehefrau in Betracht. Callistus favorisierte sie, weil sie keine eigenen Kinder hatte, die in Konkurrenz zu Claudius’ Sohn Britannicus stehen könnten. Als Claudius sich schließlich für seine Nichte Agrippina die Jüngere entschied, klagte diese Lollia an. Sie habe sich schwarzer Magie bedient, um Claudius für sich zu gewinnen. Lollia wurde verbannt und ihr Besitz konfisziert. In der Verbannung wurde sie zum Selbstmord gezwungen.